# La Source étrusque
La Source étrusque (italien : Un infinito numero : Virgilio e Mecenate nel paese dei Rasna) est un roman fantastique italien de Sebastiano Vassalli publié en 1999 par la maison d’édition turinoise Einaudi et régulièrement réédité depuis. 
La traduction française a été publiée en 2005 par les éditions Phébus.

## Résumé
Le récit prend la forme d'un monologue du secrétaire de Virgile, l'esclave affranchi Timodème, qui cherche à témoigner sur la façon dont l'auteur de l'Énéide fut amené malgré lui à falsifier l'histoire à des fins de propagande.

## Éditions
- (it) Un infinito numero, Turin : Einaudi, 1999.  (ISBN 978-88-06-22722-7)
- (cs) Nespočet : Vergilius s Maecenatem v zemi Rasnů (trad. Jiří Pelán), Prague et Litomyšl : Paseka, 2003.
- (fr) La Source étrusque (trad. Jérôme Nicolas), Paris : Phébus, 2004.  (ISBN 978-2-7529-0048-7)

## Documentation
- (en) Rufus S. Crane, « Review: Un infinito numero », World Literature Today, Board of Regents of the University of Oklahoma, vol. 74, no 2,‎ 2000, p. 426-7 (lire en ligne).
- (it) Costanza Mastroiacovo, « Un infinito numero di Sebastiano Vassalli: un esempio di lettura ideologica e “pessimista” dell'Eneide virgiliana », dans Benedetto Coccia, Il mondo classico nell'immaginario contemporaneo, Rome, Editrice Apes, 2008, 401-448 p. (ISBN 8872330467).